# New World Computing
La New World Computing è stata un'azienda statunitense sviluppatrice di videogiochi fondata nel 1984 da Jon Van Caneghem, sua moglie, Michaela Van Caneghem, e Mark Caldwell. L'azienda è nota soprattutto per la serie Might and Magic e i suoi spin-off, soprattutto Heroes of Might and Magic. La società è stata acquistata da The 3DO Company il 10 luglio 1996.
Tra le agitazioni finanziarie, The 3DO Company licenziò gran parte del personale di New World Computing nel 15 aprile 2002, mentre un piccolo gruppo di personale rimase. La The 3DO Company ha presentato istanza di fallimento nel maggio 2003. Come studio di sviluppo giochi della The 3DO Company, New World Computing cessò di esistere al fallimento della sua società madre. Prima di sciogliere l'azienda, sono stati venduti i diritti della serie Might and Magic a Ubisoft.

## Might and Magic
Il primo Might and Magic, Might and Magic Book One: The Secret of the Inner Sanctum, fu programmato da jon Van Caneghem per un periodo di tre mesi fino al 1986. Uscì il 1º giugno 1986 per Apple II e come porting per il Commodore 64, Mac OS, e MS-DOS l'anno successivo, il gioco ebbe abbastanza successo e venne pubblicato un sequel, Might and Magic II: Gates to Another World, uscito per Apple II e MS-DOS nel 1988.

## Heroes of Might and Magic
Nel 1990 New World Computing pubblicò King's Bounty, un gioco di ruolo a turni per Apple II, MS-DOS, Mac OS, Commodore 64 e Amiga, precursore della serie.
Il primo capitolo di Heroes of Might and Magic uscì nel 1995 per MS-DOS; dopo il successo di quest'ultimo, uscì Heroes of Might and Magic II per Windows 95 e Mac OS.
Il terzo capitolo Heroes of Might and Magic III: The Restoration of Erathia uscì nel 1999.
Heroes of Might and Magic IV uscì per sistemi Microsoft Windows nel 2002 insieme a Might and Magic IX, quest'ultimo capitolo fu caratterizzato da una revisione nel gameplay.

## Altri giochi
Nel corso della sua esistenza, New World Computing si concentrò principalmente sulla serie Might and Magic e sui suoi vari spin-off. All'inizio della sua storia tuttavia la società fu coinvolta nello sviluppo di diversi giochi indipendenti. L'azienda fu anche editore di diverse serie di giochi, tra cui Spaceward Ho! sviluppato da Delta Tao Software e Empire Deluxe creato da Mark Baldwin e Bob Rakowsky.